# Victória Chamorro
Victória Guapiassu Lobo Chamorro (Rio de Janeiro, 10 de julho de 1996) é uma jogadora de polo aquático brasileira que atua como goleira.

## Carreira
Victória integrou a equipe do Brasil que finalizou em oitavo lugar nos Jogos Olímpicos de 2016, no Rio de Janeiro.